# 音楽クリエイターチーム
音楽クリエイターチーム （おんがくクリエイターチーム）とは、音楽制作を目的に結成されたクリエイター集団。編曲者や作曲家だけではなく、直接楽曲に関わらない歌手のマネージャー・A&R・広報担当などを含む場合もある（歌手は含まない場合が多い）。音楽プロデューサーチーム、サウンドチームなどと呼ばれることもある。

## 利点
音楽クリエイターチームである利点に、以下のものがある。
- 音楽クリエイターが複数集まり、協力することで様々なジャンル、かつ新しい音楽を作ることが出来る。バンドと違いパートや使用楽器が固定されないため、型にはまらない音楽制作が可能。複数の歌手が所属している場合、各々のイメージにあった起用が可能。
- 音楽制作の工程には作曲、編曲、作詞、ミキシング、マスタリングなど様々な作業のそれぞれに得意分野があり、分担することでスピーディーな作業が可能になり、納期などの諸都合に柔軟な対応がとりやすい。

## 起源
1900年頃にニューヨークのティン・パン・アレーと呼ばれる一帯に音楽出版社が多く設立され、音楽作家同士がコラボレーション、楽曲を制作する流れが生まれる。
1960年代にはレコード会社との連携によって、アルドン・ミュージックを代表としたこのエリアからは世界的にヒット曲が量産されるようになった。同時期にはモータウンレーベルの専属ソングライターチームとしてホーランド＝ドジャー＝ホーランドが数々のヒットを記録する。1980年代にシンセサイザーが音楽シーンに登場、英米、欧州、日本で流行をみせ始め、楽曲に編曲までを加えた音作りが登場。
その中で大きな社会現象を起こしたのはストック・エイトキン・ウォーターマン あり、楽曲制作からプロデュースまで展開、彼らの成功はレーベル（Pete Waterman Limited Records）の運営にまで拡大、クリエイターチームとして音楽出版業が一般大衆にまでブランドとして知られるようになるきっかけとなった。
以後クリエイターチームがプロデュースまで請負う流れが多くみられ、現在に至るまで、多くのクリエイターチームが生まれてきており、近年の例では90年代後半から世界的な活躍をみせたザ・ネプチューンズが大きな影響力となった。
日本では音楽出版社とは別に、クリエイターオフィスとしてオフィス・トゥー・ワンが1960年代に存在したほか、音楽作家らが独立し1970年代以後、作家事務所を運営しはじめ、そこで多くの作曲家・作詞家・編曲家らがチームとしての活動や、コライトワークなども行われてきた。
1990年代にはデジタル・オーディオ・ワークステーション（DAW）の登場などにより、世界各国にてトラックメイクを含めたチームが活性化。楽曲制作のみならずトラックメイクまで含めたサウンドクリエイターチームが多数活動を始める。
DAWの影響はサブカルチャーの分野でも大きくみられ、日本においても1990年代後半にはPCゲームの音楽制作プロダクションとして結成されたI'veが先駆けとなり、同時期にはゲーム会社内の音楽チームなどが多く発生、以後はニコニコ動画などの舞台も影響し同人音楽方面の音楽を中心に制作するクリエイターチームが次々と誕生した。